# Chamnaom
Chamnaom é uma comuna do distrito de Mongkol Borei na província de Banteay Meanchey, Camboja.

## Aldeias
- Pralay Char
- Rongvean Lech
- Rongvean Kaeut
- Chamnaom Lech
- Chamnaom Kaeut
- Roung Kou Daeum
- Roung Kou Kandal
- Roung Kou Chong
- Peam Roung kou
- Ta Sal
- Chuor Khchas
- Boeng Tras
- Dang Trang
- Srae Prey
- Bos Tonloab
- Ta Bun
- Kouk Ponley
- Say Samon
- Damnak Preas Ang